# Mauro Checcoli
Mauro Ceccoli, né le 1er mars 1943 à Bologne, est un cavalier italien de concours complet.

## Carrière
Mauro Ceccoli participe aux Jeux olympiques d'été de 1964 à Tokyo et remporte les médailles d'or des épreuves individuelle et par équipe de concours complet sur son cheval Sunbeam. Il dispute aussi les Jeux de 1968 et de 1984, sans atteindre le podium.
De 1988 à 1996, il est président de la Fédération italienne d'équitation.

## Hommage
Le 7 mai 2015, en présence du président du Comité national olympique italien (CONI), Giovanni Malagò, a été inauguré  le Walk of Fame du sport italien dans le parc olympique du Foro Italico de Rome, le long de Viale delle Olimpiadi. 100 tuiles rapportent chronologiquement les noms des athlètes les plus représentatifs de l'histoire du sport italien. Sur chaque tuile figure le nom du sportif, le sport dans lequel il s'est distingué et le symbole du CONI. L'une de ces tuiles lui est dédiée .